# Ford Taurus (segunda geração)
A segunda geração do Ford Taurus é um automóvel produzido pela Ford de 1991 a 1995, que serviu como a segunda geração de seis do Ford Taurus. O Taurus de segunda geração compartilhava todas as suas peças mecânicas com o Ford Taurus de primeira geração, mas seu exterior e interior foram quase completamente redesenhados. No entanto, o seu exterior ainda se assemelhava fortemente ao do Taurus de primeira geração, levando muitos a acreditar que a segunda geração era simplesmente uma remodelação do Taurus de primeira geração. Isto é parcialmente verdade porque o modelo station wagon, desde o pilar B até à traseira do carro, foi uma herança da primeira geração. A segunda geração do Taurus provou ser muito popular, vendendo 410 mil unidades em seu primeiro ano, tornando-se o carro mais vendido nos Estados Unidos. Ele manteria esse título até 1995, quando foi descontinuado e substituído pelo Ford Taurus de terceira geração.